# 4325 Guest
4325 Guest (1982 HL) là một tiểu hành tinh vành đai chính được phát hiện ngày 18 tháng 4 năm 1982 bởi Ted Bowell ở Flagstaff.